# Международная Федерация Кэндо

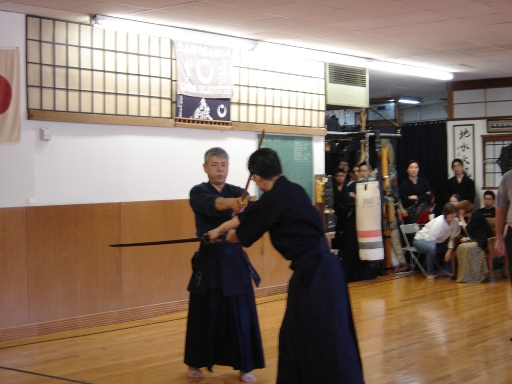
Ката японского кэндо были окончательно доработаны в 1933 году на основе Dai nihon Teikoku Kendo Kata, сформированными в 1912 году.

Международная федерация кэндо (МФК, англ. International Kendo Federation (FIK), яп. 国際剣道連盟)— международная федерация национальных и региональных ассоциаций кэндо. Основана в 1970 году.
МФК является неправительственной организацией, и ее целью является продвижение и популяризация кэндо, иайдо и дзёдо. В 1970 году семнадцать национальных или региональных федераций стали основателями филиалов. К 2015 году число стран-участниц увеличилось до 57.
В апреле 2006 года МФК был принят в качестве члена во Всеобщую ассоциацию международных спортивных федераций (GAISF), и, таким образом, признан ведущей мировой федерацией кендо. Как следствие, предыдущая аббревиатура IKF была изменена на FIK. GAISF был переименован в SportAccord.
Главный офис FIK расположен в здании Всеяпонской федерации кэндо в Минато, Токио.

## Чемпионат мира по кэндо
Каждые три года FIK проводит чемпионаты мира по кэндо, с момента своего основания в 1970 году. В чемпионате проводятся как индивидуальные так и командные соревнования представителей стран-членов FIK.

## Антидопинг
Как член SportAccord, Международная Федерация Кэндо участвует в антидопинговых программах. Эти программы полностью соответствуют Всемирному антидопинговому кодексу.